# クリスチャニア (コペンハーゲン)
クリスチャニア自由都市 (デンマーク語: Christiania) は、デンマークの首都コペンハーゲンにある、850人の住人と34ヘクタールの土地をもつ地区である。自治を自称する。1971年に軍の所有地に建国されて以来、たびたび論争の中心となってきた。この地区内では、2004年まで大麻が合法であった。

## 誕生
軍が去った後、この地区は数人の警備員によって見張られているのみで、ときにホームレスらが不法侵入しているような状態だった。1971年9月4日クリスチャニアの近所の人々が、使われていない土地を子供たちの遊び場にするためにフェンスを壊し、9月26日に、ジャーナリストのヤコブ・ルドヴィクセンによってクリスチャニアは人々へ開放された。
クリスチャニアはヒッピー、不法居住者の楽園となり、集産主義、アナキズムの場所として、以前の軍施設の時とはまるで対照的なようすで急速に発展した。

## 国旗
クリスチャニアの国旗は、赤色のベースに、黄色の円が3つ描かれている。この円は「Christiania」という綴りのなかに3回出てくる「i」を象徴している。初めに不法移住者がやって来たとき、赤と黄色のペンキを大量に見つけたらしいという話から、この2色が選ばれた。

## 文化

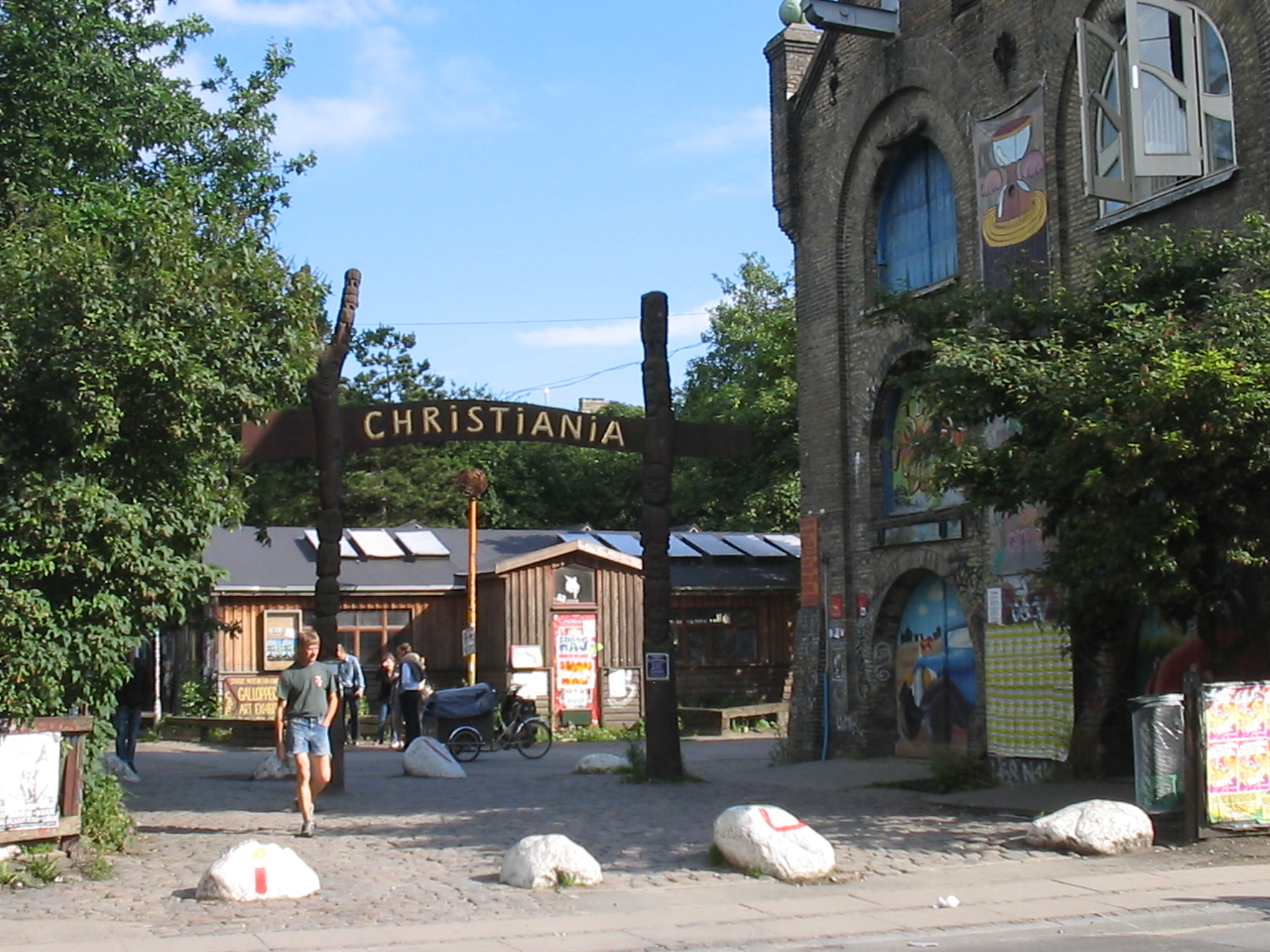
クリスチャニアのメインエントランス

クリスチャニアは、毎年50万人が訪れる、コペンハーゲンで4番目に大きな観光地である。
クリスチャニアには、たくさんの入り口を抜けて行くことが出来るが、歩行者天国になっており車では乗り入れられない。デンマークの権威者は、非常時に消防車や救急車が通れるように、再三に渡ってメインエントランスを塞ぐ大きな石を撤去してきたが、毎回、居住者らによってそれらは元の位置に戻されてしまう。
1994年以来、居住者らは、水道、電気、ごみ処理などの料金や税金を払っている。

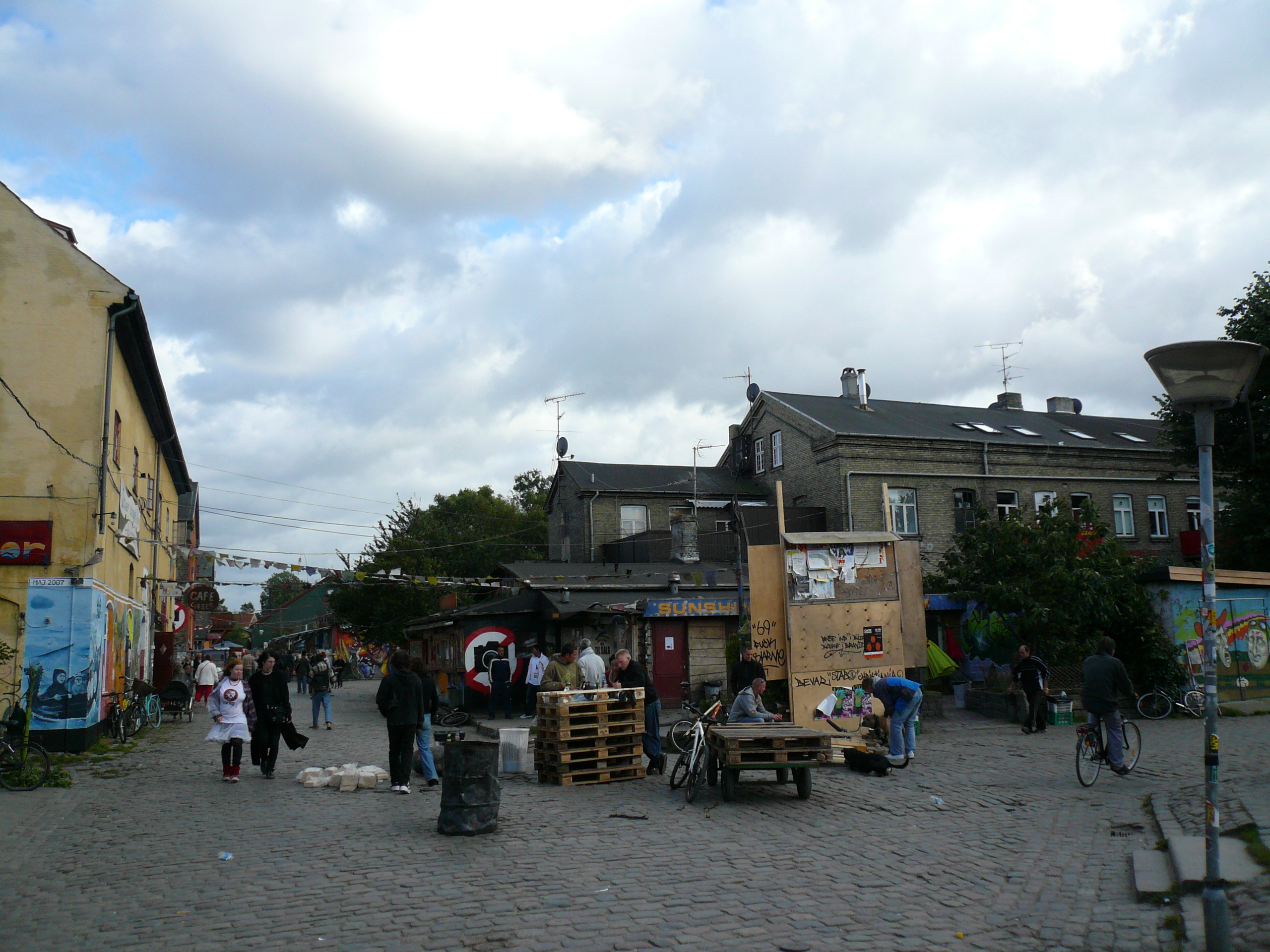
大麻の屋台が立ち退いたあとのPusher Street。写真撮影禁止のマークが残っている。

クリスチャニアの人々は、デンマーク政府が関わっていない彼ら独自のルールを持っており、そのルールによって、窃盗、暴力行為、銃、刃物、防弾チョッキ、強い麻薬が禁止されている。この地区の中に、Pusher Street として知られている有名な通りがあるが、そこでは、2004年まではハシシやスカンクなどの大麻が、常設屋台で公然と売られていた。なお、現在では、コカイン、アンフェタミン、エクスタシー、ヘロイン等の強い麻薬は規則によって禁止されている。ただし、この規則が全員の了承を得られていないため、それらの商売が完全に無くなったわけではない。

## 治安
2023年8月26日、注射器のスラング名を冠したプッシャーストリートで男性が銃殺される事件が発生。同ストリート付近で発生した射殺事件は、2020年以降で4件目。同年、クリスチャニアの住民約900人は、政府が介入してプッシャーストリートを閉鎖するよう要望した。2024年4月6日、プッシャーストリート再建の第1歩として石畳が剥がされた。コペンハーゲン警察署長によると、5年ほど前まで麻薬取引は地元住民によって行われていたが、近年はギャングや暴走族といった外部の犯罪組織によって牛耳られており、これらはしばし警察と暴力的衝突を起こしていた。石畳撤去後はコペンハーゲン市によってインフラの再整備が行われる予定である。